# Hongarije op het Eurovisiesongfestival 2005
Hongarije nam deel aan het Eurovisiesongfestival 2005 in Kiev, Oekraïne. Het was de 5de deelname van het land op het Eurovisiesongfestival. MTV was verantwoordelijk voor de Hongaarse bijdrage voor de editie van 2005.

## Selectieprocedure
In tegenstelling tot hun laatste deelname in 1998, werd er deze keer geopteerd om een nationale finale te houden.
De finale werd georganiseerd op 13 maart 2005 in de studio's van de nationale omroep.
Na een preselectie waarbij een professionele jury alle liedjes hoorde, koos men de 12 artiesten voor de finale.
In deze finale waren er 2 ronden. Na de eerste ronde bleven de 4 beste artiesten over die gekozen waren door de televoters.
De uiteindelijke beslissing lag bij de juryleden.

| Volgorde | Artiest            | Lied                 | Punten | Plaats |
| -------- | ------------------ | -------------------- | ------ | ------ |
| 1        | Acapulco           | "Szép ez a világ"    | —      | —      |
| 2        | Judy               | "Holnaptól"          | 43     | 2      |
| 3        | Melody Island      | "Eltűnt álom"        | —      | —      |
| 4        | Crystal            | "Összetört a szívem" | 36     | 3      |
| 5        | Emi Bizek          | "Túl az út felén"    | —      | —      |
| 6        | Karányi            | "Álomszép"           | —      | —      |
| 7        | Sushi Train        | "Húzz közel"         | —      | —      |
| 8        | Baby Gabi and Lala | "Van egy kulcs"      | 33     | 4      |
| 9        | Rita Ambrus        | "Együtt"             | —      | —      |
| 10       | NOX                | "Forogj, világ!"     | 49     | 1      |
| 11       | Tamás Mester       | "Szabadítsd fel"     | —      | —      |
| 12       | Lola               | "Szerelem"           | —      | 5      |

## In Kiev
In Oekraïne moest Hongarije optreden als 15de van 25 deelnemers in de halve finale , na Roemenië en voor Finland.
Op het einde van de avond bleken ze een 5de plaats te hebben bereikt, met een totaal van 167 punten, wat ruimschoots voldoende was om de finale te halen. Tijdens de bekendmaking in de halve finale, werd de Bulgaarse vlag getoond op het kaartje in de envelop in plaats van de Hongaarse.
Men ontving 1 keer het maximum van de punten.
België en Nederland hadden respectievelijk 6 en 0 punten over voor deze inzending.
In de finale moest men optreden als 1ste, voor het Verenigd Koninkrijk.
Op het einde van de puntentelling bleken ze een 12de plaats te hebben bereikt, met een totaal van 97 punten
België en Nederland hadden respectievelijk 2 en 0 punten over voor deze inzending.

### Gekregen punten

#### Halve Finale
| 12 punten                         | 10 punten                                                        | 8 punten                                            | 7 punten                                                | 6 punten                                                   |
| --------------------------------- | ---------------------------------------------------------------- | --------------------------------------------------- | ------------------------------------------------------- | ---------------------------------------------------------- |
| - Polen                           | - Oekraïne - Roemenië                                            | - Israël - Kroatië - Servië en Montenegro - Turkije | - Bulgarije - IJsland - Oostenrijk - Portugal - Rusland | - België - Cyprus - Noorwegen                              |
| 5 punten                          | 4 punten                                                         | 3 punten                                            | 2 punten                                                | 1 punt                                                     |
| - Finland - Griekenland - Letland | - Estland - Frankrijk - Noord-Macedonië - Slovenië - Wit-Rusland | - Bosnië en Herzegovina - Spanje - Zweden           | - Malta                                                 | - Andorra - Denemarken - Verenigd Koninkrijk - Zwitserland |

#### Finale
| 12 punten            | 10 punten | 8 punten                                  | 7 punten                                                   | 6 punten                                                       |
| -------------------- | --------- | ----------------------------------------- | ---------------------------------------------------------- | -------------------------------------------------------------- |
|                      | - Polen   | - Israël - Roemenië                       | - Cyprus                                                   | - Andorra - IJsland - Kroatië - Servië en Montenegro - Turkije |
| 5 punten             | 4 punten  | 3 punten                                  | 2 punten                                                   | 1 punt                                                         |
| - Bulgarije - Spanje |           | - Estland - Frankrijk - Letland - Rusland | - België - Griekenland - Oekraïne - Portugal - Wit-Rusland | - Bosnië en Herzegovina - Noord-Macedonië                      |

### Punten gegeven door Hongarije

#### Halve Finale
Punten gegeven in de halve finale:
| 12 punten | Roemenië    |
| 10 punten | Ierland     |
| 8 punten  | Kroatië     |
| 7 punten  | Denemarken  |
| 6 punten  | Moldavië    |
| 5 punten  | Israël      |
| 4 punten  | Polen       |
| 3 punten  | Zwitserland |
| 2 punten  | Slovenië    |
| 1 punt    | Estland     |

#### Finale
Punten gegeven in de finale:
| 12 punten | Griekenland          |
| 10 punten | Roemenië             |
| 8 punten  | Israël               |
| 7 punten  | Kroatië              |
| 6 punten  | Denemarken           |
| 5 punten  | Malta                |
| 4 punten  | Moldavië             |
| 3 punten  | Zwitserland          |
| 2 punten  | Servië en Montenegro |
| 1 punt    | Letland              |